# Lula Cotton-Frapier
Lula Cotton-Frapier, née le 12 janvier 1999 à Paris, est une actrice et chanteuse franco-belge.
Elle est connue pour son rôle de Daphné Lecomte dans la série Skam France/Belgique, ainsi que d’Annick Sabiani dans Mixte.

## Biographie
Lula Cotton-Frapier est née à Paris dans une famille d'artistes. Son père François Frapier, comédien, est français, et sa mère Maïté Cotton (d), comédienne elle aussi, est belge. Sa grand-mère maternelle était professeur de français en Belgique. Elle change de lycées cinq fois durant sa scolarité. Elle passe son baccalauréat littéraire à l'âge de 16 ans,.
Elle passe ses premiers castings et commence à jouer à l'âge de 7 ans. Elle perce avec son rôle de Daphné dans Skam France/Belgique en 2018, dont la première saison génère quatre millions de vues.
Chanteuse, elle travaille avec Oxmo Puccino. 

## Filmographie

### Cinéma

#### Longs métrages
- 2020 : Bula : Candy
- 2022 : La Nuit du 12 : Clara Royer

### Télévision

#### Séries télévisées
- 2008 : Paris, enquêtes criminelles : Sophie Brévin (1 épisode)
- 2012 : Inquisitio : Aurore
- 2016 : #Falltown : Chloé
- 2017 : Alice Nevers, le juge est une femme : (épisode "Lanceuse d'alerte" : Sandra Laforge)
- 2018-2020 : Skam France/Belgique : Daphné Lecomte [8] (rôle principal - saisons 1 à 6)
- 2021 : Mixte : Annick Sabiani
- 2024 : Bugarach de Fabien Montagner : Justine
- 2026 : Enchaînés de Laure de Butler

#### Téléfilms
- 2009 : La Liste : Amandine Kessel
- 2020 : Le Diable au cœur : Ève
- 2023 : Les Enchantés (téléfilm) de Stanislas Carré de Malberg : Solange
- 2024 : Le Jour de ma mort de Jérôme Cornuau : Lisa

### Clips
- 2009 : L'histoire de Marie : Marie
- 2016 : Grand Huit
- 2017 : Talaban : Morgane
- 2018 : Avaler des couleuvres : Manon
- 2018 : Julian : Anna
- 2019 : Plus jamais je ne t'aimerai : Lula

## Théâtre
- 2018 : Les avions en papier
- 2018 : C'est un peu comme des montagnes russes
- 2019 : Mon héritage et petite Ordure
- 2019 : Le 31 je ne suis jamais ivre

## Discographie
- 2020 : Mon il a moi[9]